# Philip Tetlock

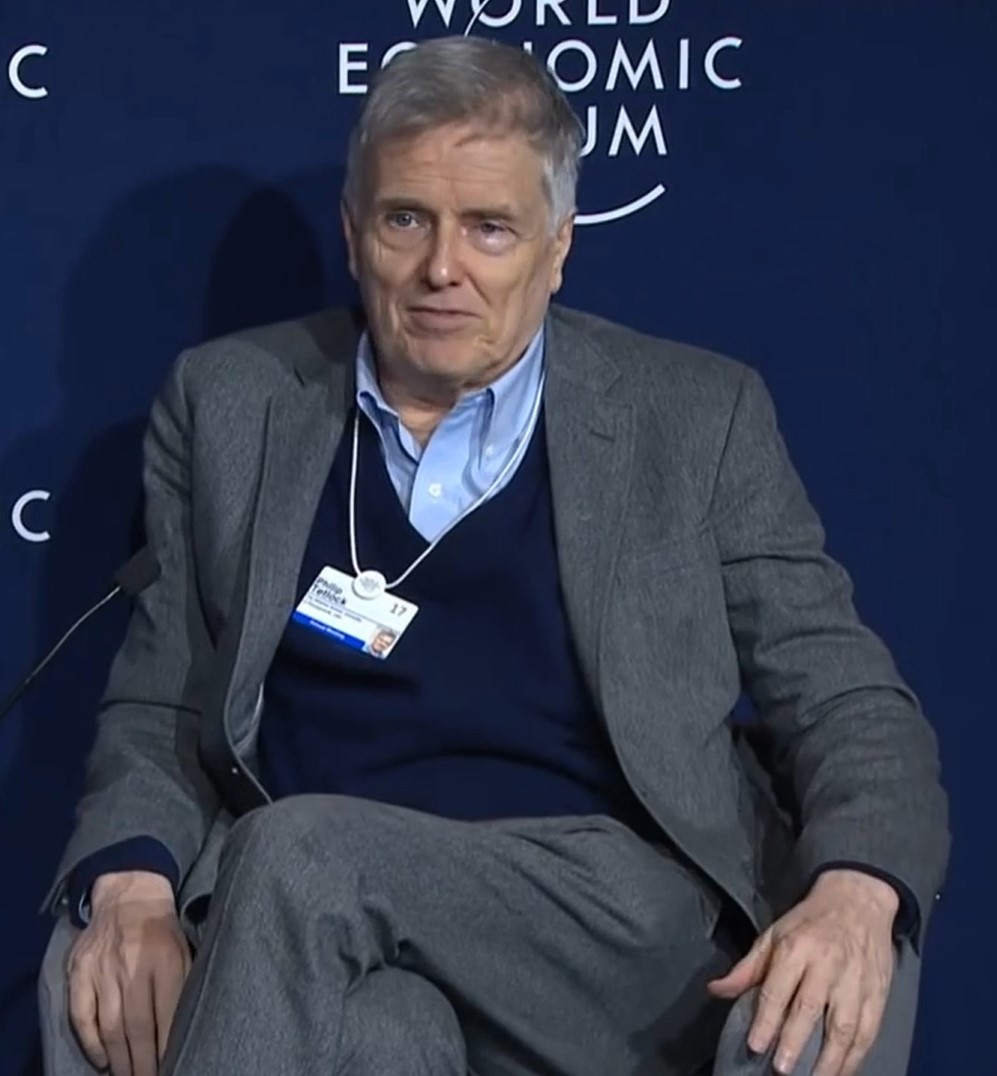
Philip Tetlock, 2017

Philip E. Tetlock (* 2. März 1954) ist ein US-amerikanischer Psychologe. Er ist Professor an der University of Pennsylvania.

## Leben
Tetlock studierte an der University of British Columbia und erhielt 1979 einen Ph.D. in Psychologie von der Yale University. Von 1979 bis 1996 war er Professor an der University of California, Berkeley. Von 1996 bis 2001 war er Professor an der Ohio State University, ab 2002 wieder in Berkeley.

## Arbeit
Tetlock beschäftigt sich unter anderem mit dem Umgang von Experten mit Prognosen. Zweitens interessiert er sich für den Umgang von Menschen mit Rechenschaft und der Übernahme von Verantwortung. Zudem forschte er zu Verzerrungen bei Beurteilungen und Entscheidungen.
Seit 2009 ist er Mitglied der American Academy of Arts and Sciences, seit 2019 der American Philosophical Society.

### Expert Political Judgment
In seinem 2005 erschienenen Buch Expert Political Judgment berichtet Tetlock über die Ergebnisse eines zwei Jahrzehnte dauernden Forschungsprojekts, in dem er die Prognosen von 284 Kommentatoren zu politischen Sachverhalten untersucht. Die Experten sollten die Wahrscheinlichkeit des Eintretens und Nichteintretens verschiedener Szenarien vorhersagen. Bis 2003 hatte er 82.361 Vorhersagen gesammelt. Diese Vorhersagen wurden mit der Realität sowie mehreren anderen Vorhersagen von einfachen statistischen Modellen, uninformierten und informierten Laien verglichen. Die Experten schnitten kaum besser ab als informierte Laien und jede Gruppe schnitt schlechter ab als einfache Regeln und Modelle. Innerhalb der Experten konnte Tetlock immerhin eine Gruppe von Experten identifizieren, die besser als eine zweite Gruppe von Experten abschnitt: In Anlehnung an Isaiah Berlin waren die Füchse mit ihrem agilen, breiten Wissen den monothematischen Igeln überlegen, wenngleich beide Gruppen einfachen statistischen Modellen unterlagen. Laut Tetlock seien Igel in den Medien jedoch eher gefragt als Füchse.

## Bücher
- Psychology And Social Policy (Hg., mit Peter Suedfeld). Taylor & Francis, 1991, ISBN 1-56032-063-X.
- Prejudice, Politics, and the American Dilemma (Hg., mit Paul Sniderman, Edward Carmines). Stanford University Press, 1993, ISBN 978-0-8047-2132-5.
- Reasoning and Choice: Explorations in Political Psychology (Hg., mit Paul M. Sniderman, Richard A. Brody). Cambridge University Press, 1991, ISBN 978-0-521-40255-2.
- Counterfactual Thought Experiments in World Politics (Hg., mit Aaron Belkin). Princeton University Press, 1996, ISBN 0-691-02792-7.
- Expert Political Judgment: How Good Is It? How Can We Know?. Princeton University Press, 2005, ISBN 0-691-12302-0.
- Superforecasting – die Kunst der richtigen Prognose. S. Fischer, Frankfurt a. M. 2016, ISBN 978-3-10-080024-4.
- Unmaking the West: "What-If?" Scenarios That Rewrite World History (Hg., mit Richard Ned Lebow, Noel Geoffrey Parker). University of Michigan Press, 2006, ISBN 0-472-11543-X.